# KNX
KNX는 상업용 및 주거용 건물 자동화를 위한 개방형 표준(EN 50090, ISO/IEC 14543 참조)이다. KNX 장치는 조명, 블라인드 및 셔터, HVAC, 보안 시스템, 에너지 관리, 오디오 비디오, 가전 제품, 디스플레이, 원격 제어 등을 관리할 수 있다. KNX는 세 가지 이전 표준에서 발전했다: EHS(유럽 홈 시스템 프로토콜), BatiBUS 및 EIB 또는 Instabus(유럽 설치 버스).
트위스트 페어(트리, 라인 또는 스타 토폴로지), 전력선, RF 또는 IP 링크를 사용할 수 있다. 이 네트워크에서 장치는 분산 애플리케이션을 형성하고 긴밀한 상호 작용이 가능하다. 이는 표준화된 데이터 포인트 유형 및 객체와의 연동 모델을 통해 구현되며 논리적 장치 채널을 모델링한다.

## 같이 보기
- EnOcean
- 가정 자동화
- Z-Wave
- 터치스크린
- 매터 (표준)